# Lionel Richerand
Pour les articles homonymes, voir Richerand.
Lionel Richerand (né le 17 septembre 1971 à La Tronche[réf. nécessaire]) est un réalisateur de films d'animation, illustrateur et auteur de bande dessinée français.

## Biographie
Titulaire d'un baccalauréat Littéraire option arts plastiques, Lionel Richerand effectue une année préparatoire à l'École supérieure d'arts graphiques Penninghen (ESAG) avant d'intégrer l'École nationale supérieure des arts décoratifs (ENSAD) en section Cinéma d'animation documentaire et vidéo. Major de promotion, il se spécialise en tant qu’illustrateur et réalisateur de films d'animation.
À ses débuts, il conçoit des images pour le site Internet de Bayard Presse et pour la presse informatique en illustrant des articles pour La Virtuelle Baguette de la société Multimania.
De 1999 à 2001, il réalise un film de 26 minutes en stop motion, La Peur du loup, produit par Method Films et diffusé sur TF1 et Canal J. S'ensuit en 2001 la co-réalisation d'une série de 26 épisodes de 13 minutes, Les Grabonautes créée par Florian Guzek, et une participation au long métrage Renaissance de Christian Volckman.
En octobre 2007, il publie chez Akiléos Petit conte léguminesque, bande dessinée scénarisée par Éric Sannier.
En 2008, il sort Les Nouveaux Pirates, une bande dessinée pour enfants. 
En janvier 2013, il publie aux éditions Soleil son livre le plus personnel, Dans la forêt, qui s'inspire des Miyazaki et, entre autres, de Princesse Mononoké, son œuvre favorite,. 
L'Esprit de Lewis, scénarisé par Bertrand Santini, est également publié chez cet éditeur et dans cette collection en octobre 2017,. Le deuxième volume de L'Esprit de Lewis, sorti en 2019, reçoit lui aussi un accueil favorable de la critique,,,.
Frink et Freud roman graphique écrit avec Pierre Péju est publié le 27 janvier 2021 aux éditions Casterman, une édition Anglaise sort chez Selfmadehero la même année. 
En janvier 2022 sort Mauvais Sang, bande dessinée jeunesse écrite par Loïc Clément aux éditions Delcourt, où Richerand dessine les aventures d'un jeune vampire hyper anxieux qui s'extirpe de ses difficultés au contact d'une petite fille et de sa famille recomposée,,,.
Et en 2024, Richerand dessine sur un scénario de Karibou L'enfer c'est les hôtes, qui emmène dans un Enfer un peu décalé des canons habituels.
En 2025 paraissent les 2 premiers tomes de la série de bande dessinée jeunesse Folklore : « Dans chaque volume de cet univers (indépendant des autres et dessiné par un artiste différent), on suit un personnage qui va surmonter ses doutes et les divers obstacles se dressant sur le chemin de son avenir », sur un scénario de Loïc Clément, d'après l'univers de Anne Montel et Loïc Clément. Il dessine le tome 1 Le Renard de roman, univers autour d'« un renardeau insouciant qui devra mettre au jour un secret familial pour aller de l’avant ».

## Publications

### Bande dessinée
- Suzie c'est la vie, Gotoproduction, 1992.
- Vacherie, Gotoproduction, 1997.
- Petit conte léguminesque, scénario d'Éric Sannier, coll. « Regard Noir et Blanc », 2007.
- Les Nouveaux Pirates, La Joie de lire, coll. « Somnambule »,2008.
- Dans la forêt, Soleil, coll. « Métamorphose » dirigée par Barbara Canepa et Clotilde Vu, 2013.
- L'Esprit de Lewis, acte un, scénario de Bertrand Santini, couleurs de Hubert (auteur), Soleil, coll. « Métamorphose », 2017.
- L'Esprit de Lewis, acte deux, scénario de Bertrand Santini, couleurs de Hubert (auteur), Soleil, coll. « Métamorphose », 2019.
- Frink et Freud, scénario de Pierre Péju, Casterman, janvier 2021.
- Les Contes des cœurs perdus - Mauvais Sang, scénario de Loïc Clément, Delcourt, coll. jeunesse, janvier 2022.
- Folklore, scénario Loïc Clément, dessin Maud Begon, couleur Grelin ; d'après l'univers de Anne Montel et Loïc Clément, Dargaud 
  - Tome 1 : Le Renard de roman, 2025 Chaque tome de la série est dessiné par un artiste différent[15]

### Illustration
- Régis-Antoine Jaulin, Le Dit de Sargas : Mythes et légendes des Mille-Plateaux, Mnemos, coll. « Ouro Boros », 2012.
- Bertrand Santini, L'Étrange Réveillon, Grasset Jeunesse, coll. « Lecteurs en herbe », 2012.

## Filmographie
- 1996 : Vie de famille, film de diplôme en section vidéo à École nationale supérieure des arts décoratifs de Paris.
- 1997 : Adrénaline - Francine, ne te retourne pas, coréalisé avec Marine Poirson en post-diplôme AII (Atelier d'Image et d'informatique) à l'École nationale supérieure des arts décoratifs de Paris.
- 2001 : La Peur du loup (court-métrage) - lauréat du Lutin du meilleur film d'animation en 2003[16]
- 2004 : Les Grabonautes, série télévisée de Stéphane Melchior-Durand et Florian Guzek, co-réalisée avec Juliette Marchand et Zoé Inch.